# Hyles grisearubensaumonea
Hyles grisearubensaumonea är en fjärilsart som beskrevs av Wladasch. 1933. Hyles grisearubensaumonea ingår i släktet Hyles och familjen svärmare. Inga underarter finns listade i Catalogue of Life.